# ARCOlisboa
ARCOLisboa – feira de arte contemporânea internacional é uma feira internacional de arte contemporânea produzida pela IFEMA MADRID à imagem da ARCOmadrid, e pela Câmara Municipal de Lisboa. Celebra em 2023 celebra a sua 6.ª edição, tendo sido fundada em 2018.  A feira conta com a presença de 65 galerias, oriundas de 14 países. 